# Hemimorina nigricomma
Hemimorina nigricomma là một loài bướm đêm trong họ Geometridae.